# 吳宗湯
吳宗湯（15世紀—16世紀），字允相，廣東廣州府南海縣人，明朝政治人物。

## 生平
吳宗湯年少聰穎好學，個性淳樸敦厚，是正德十四年（1519年）己卯科廣東鄉試舉人，嘉靖十四年（1535年）乙未科會試中副榜，授橫州學正，勤於教育士子，周濟當中貧困者，陞桐廬知縣，更加清操自勵，罷去地方宿弊，三年內吏員畏懼、人民懷念，不久他到北京朝覲，中途生病未成行，按例當罷官，唯上級以他賢能，保留其官職只調往古田，他卻不再出仕，家居三十多年不再入城市。縣人楊希顏被誣陷盜竊入獄，上訴御史讓廣州知府審判，知府以吳宗湯為長者，打算讓他一言而決，楊希顏之子拿著厚禮請託，他說：「你的父親本是良民誰人不知，何需這樣！」為楊希顏辯白，推卻餽贈，人們都認為他公正，楊希顏感恩其德，在他死後的忌日必定祭祀，終身寒食祭奠。

## 引用
1. 1 2  同治《南海縣志·卷三十六·列傳五》：吳宗湯，字允相，少聰慧篤學，德性溫醇，正德己卯 舊志誤作乙卯 舉於鄉，嘉靖乙未中乙榜，選橫州學正，勤課士，貧者周之，遷桐廬知縣，清操自勵，夙弊盡革，蒞政三載，吏畏民懷。及朝京師，士民慮其不再來，解舄識去思焉，中途以病不克覲，例當黜，上官以其賢能，保留之量移古田，而宗湯飄然高蹈不復出矣，家食三十餘年，足不履城市；里中楊希顏者被盜誣，鍛鍊成獄，後訴直指下郡讞，郡守以宗湯長者，欲其一言而決，希顏子奉厚貲請，宗湯曰：「汝父本良民誰不知者，安用阿堵為！」竟白其誣，而卻其餽，人皆義之，希顏感其德，宗湯沒後諱日必祭，寒食酹墓終其身焉 據郭通志修。
2. ↑  四庫全書《廣東通志·卷四十五·人物志二》：吳宗湯，字允相，南海人，少聰慧篤學，德性溫醇，嘉靖乙未中會試乙榜。選橫州學正，惠訓不倦，遷桐廬知縣，自勵清操，夙弊盡革，三載考滿，赴闕中途得病不克覲，例當黜以保留量移古田，而宗湯遂謝病家居，三十餘年足不履城市。里中有楊希顏者被盜誣，鍛鍊成獄，郡守以宗湯長者欲得其一言而決，其子奉厚貲請，宗湯為白其誣而不受其餽，人皆義之。